# 수학 걸
"수학 걸"('수학 홀릭' 또는 '수학 소녀')는 수학을 소재로 삼은 유키 히로시의 소설이다.
2007년에 제1권 "수학 걸"
을 출판하고,
2008년에 제2권 "수학 홀릭: 페르마의 마지막 정리",
2009년에 제3권 "수학 걸: 괴델의 불완전성 정리"
2011년에 제4권 "수학 걸: 확률적 알고리즘"
2012년에 제5권 "수학 걸: 갈루아 이론"
을 출판하였다.
2010년 12월 기준으로 시리즈 누계 10만부를 달성했다.
2014년 3월 일본수학회로부터 출판상을 수여받았다.
이하, 본 절에서는 특별히 언급하지 않는 한 첫 작품을 "수학 걸", 제 2탄을 "페르마의 마지막 정리", 제 3탄을 "괴델의 불완전성 정리", 제 4탄을 "확률적 알고리즘", 제 5탄을 "갈루아 이론"이라고 기술한다. 이러한 부제와 동명의 수학의 정리를 표기하는 경우 대괄호 없이 기술한다.

## 개요
수학이 취미인 고등학교 2학년 '나'와 같이 수학을 취미로 하는 같은반 친구인 미르카, 그리고 수학에 관심을 가진 후배인 테트라, '나'의 사촌 여동생인 중학생 유리 이렇게 4 명이 고등학교 수학부터 과거의 유명한 난제까지 다양한 문제를 풀면서 수학의 세계를 여행해 나간다. 소설처럼 이야기를 전개해 나가지만, 실제로 수학 문제를 푸는 부분이 다수 있어, 일반적인 수학 교양서로도 볼 수 있다.

## 줄거리

### 수학 걸
고등학교 1학년 봄, 입학식 직후 '나'는 '미르카'라는 한 소녀를 만난다. 그녀는 인사를 하는 대신 수열을 불렀고, '나'는 그 수열의 규칙성을 찾아 계속해서 대답했다. 1년 후, 4월 말에 '나'는 또 한 명의 소녀로부터 교문에서 편지를 건네받는다. 고등학교에 입학한지 얼마 되지 않은 소녀 테트라가 쓴 편지의 내용은 '나'에게 수학을 가르쳐 달라는 것이었다.

### 수학 홀릭: 페르마의 마지막 정리
'나'의 사촌동생 유리는 중학교 2학년이다. 휴일마다 유리는 항상 '나'의 방에 틀어박혀 책을 읽으며, 이따금 '나'에게 수학을 가르쳐달라고 한다. '나'는 미르카와 테트라, 그리고 유리와 함께 피타고라스의 정리, 소수, 귀류법 등의 문제를 풀어나간다. "군(대수학)에 대해서는 내일 알려줄게." 미르카는 확실히 그렇게 말했다. 그러나 그 약속은 지켜지지 못했다.

### 수학 걸: 괴델의 불완전성 정리
새해 새 학기도 시작했지만 '나'는 언제나처럼 평일 방과 후 미르카와 테트라와 수학 공부를 하고 휴일에는 유리에게 수학을 가르치고 있었다. "오빠, 괴델의 불완전성 정리에 대해 알고있어? 수학 논리의 한계에 대해 증명한 정리라고 하더라." 그리고 유리의 그 말을 '나'가 미르카에게 전달하자 표정을 찌푸렸다. "수학 논리의 한계라니... 이해를 잘못했네." 그리고 미르카는 모두 도서관에 모여 괴델의 불완전성 정리에 대해 탐구할 것을 제안한다.

### 수학 걸: 확률적 알고리즘
고등학교 마지막 해에 '나'는 신입생 소녀 리사를 만난다. 나라비쿠사 도서관에서 리사, 테트라와 함께 이야기하며 테트라가 알고리즘을 공부하기 시작했음을 알게된다. 때마침 미르카도 방문하여 알고리즘의 분석에 대해 설명한다. 한편 유리와 평소 사이가 좋았던 소년이 전학을 가자 유리는 동요하지만, 혼자서도 문제를 해결할 것을 새롭게 결심한다. 리사 또한 어머니와의 관계가 잘 풀리지 않아 마음을 닫아버린 한편, '나'는 테트라와 미르카의 모습을 보며 자신의 진로에 대한 고민에 빠진다.

### 수학 걸: 갈루아 이론
수험생인 '나'는 여름방학 첫날부터 감기에 걸려버린다. 유리와 사다리 타기 이야기를 하며 테트라도 병실에 찾아와서는 군(대수학) 이론을 연구한다. 유리와 테트라가 돌아가고 '나'는 잠을 잘 무렵, 미르카도 병실에 찾아와 노트에 기록을 남긴다. 며칠 후 회복한 '나'는 고등학교 도서실에서 미르카와 테트라, 유리까지 모여 함께 군(대수학) 이론을 이야기한다. 어느 날 '나'는 도서관에서 테트라와 함께 무라키 선생님의 문제를 푸는 도중에 등장한 미르카가 천재 수학자 갈루아에 대한 이야기를 시작한다.

## 등장인물

### 주요 캐릭터
3권 이후에 등장인물들의 학년이 올라가지만, 리사를 제외하고는 1권 당시의 학년을 기재한다.
나(僕) [1권 첫 등장]
본 작품의 주인공. 본 작품은 그의 관점을 통해 말해진다. 고교 2학년. 이름은 불명. 중학 시절 3년간 계속 방과 후에 도서관에서 수식을 전개하는 생활을 계속하고 있었다. 고등학교에서는 미르카와 테트라와 함께 수학 문제에 몰두. 안경을 쓰고 있다는 점을 제외하고 신체적인 특징은 불명. 운동은 골칫거리. 독생자. 기본적으로 얌전한 성격이지만 미르카와 테트라 수학의 센스에 컴플렉스를 안고하거나 수학 문제가 잘 풀리지 않을 때 안타까워하는 등지기 싫어하는 부분도 있다. 또한 미르카가 교통 사고를 당했을 때 학교에서 뛰쳐 나와 병원으로 달려 간다 등 감정적 인 행동에 달릴 수있다. 또래의 소년 답게 미카와 테트라를 여자로 의식하고있는 묘사를 볼 수 있지만 자신부터 적극적으로 연애 접근을 한 것은 아니다. 유리에 대해 특별한 감정을 품고있는 묘사는 특히 없었지만, 유리가 동급생 소년과 사이 좋게 지내고있는 이야기를 듣고 그런게 등 질투를 구울 수 있었다. 작중에서는 미카와 무라 선생님이내는 문제를 푸는 일도 있으면 테트라 나 유리에 수학을 가르 칠 수도 있고, 학생 역으로지도 역을 모두 해내고 있다. 많은 사람 앞에서 이야기하는 것은 질색이지만, 테트라나 유리에 수학을 가르 칠 때 거침없이 말하고 있다. 미카와 달리 테트라 수학 이외의 것을 가르 칠 수 있다. 있을 때는 일반적인 공부 방법의 이야기와 인간 심리에 관한 이야기를 한 적이 있었다. 한편 유리에 수학에 관한 것 밖에 말하지 않는. 밤 자기 방에서 혼자 조용히 수학을 공부하는 시간이 마음에 든다. 방에 캔디를 넣은 병을두고 있으나 잘 내용물을 유리에 먹을 수 있다. 공부 중 잘 어머니에 코코아의 차입을 받고있다. 커피를 희망하고 있는데 들어주지 않는 것 같고, 어린애 취급되는 불만스럽게 생각하고있다. 일인칭은 물론 "나" 미르카는 '너', 테트라는 "선배", 유리는 "오빠"에 ィ에ィ는 '너'라고 부른다. 수학의 재능을 개화시켜 나갈 테트라와 미국 유학을 결정했다. 미르카와 자신을 비교하고 한때 자기 혐오에 빠진하지만, 자신의 "사람에게 가르치는 것이 능숙하다"라는 재능을 재확인 자신감을 되찾는다. 후에 고등학교 수학 교사로 일하게 되고, 무라 선생님처럼 학생들에게 수학의 카드를 전달하고있다.
미르카(ミルカ) [1권 첫 등장]
'나'와 같은 클래스의 고등학교 2 학년 소녀. 입학식 후 교실을 벗어난 '나'와 벚꽃 나무 아래에서 만난 후는 '나'와 함께 수학의 세계를 여행하고있다. 크고 흑발의 롱 헤어에서 늠름한 분위기의 미소녀. 메탈 프레임 안경을 쓰고 있다. "페르마의 마지막 정리"에서는 교통 사고 때 안경을 망가뜨린 그 후에도 곡률을 감추고에서 비슷한 유형의 프레임을 사용하고 있다. '나' 가라사대 '접근 감귤류의 향기가'같다. '나'와 같은 운동은 골칫거리. 수학은 학년 톱. 형이 한 명 있었지만, 미카가 초등학교 3 학년 때 사라 졌어요. 별로 상대의 사정을 생각하지 않고 행동하는 타입. '나'의 노트를 함부로 쓰거나 '나'의 사정도 생각하지 않고 말을 할에서 자유 분방 한 사람이라고 "나"가 평가한 적이있다. 또한 '나'가없는 경우에는 별로 수학에 흥미가없는 클래스 메이트의 都宮에게 말을 걸 때면 싫증 냈던 적도 있다. 한편 자신을 소홀히여기고 있다고 느끼는 순간 갑자기 불안해진다. 예를 들어 '나'자신의 이야기를 무시하는, 또는 건성으로 묻자 매우 기분이 나빠진다. 또한 조용히 보이지 않는 곳에 가셔도 기분이 나빠진다. 자신이 관심이없는 제삼자가 관련되면 행동이 더 확대된다. 도서실에서 '나'에게 수학을 가르쳐주고있다 (아직 미르카와 전혀 안면이 없었다) 테트라 의자를 갑자기 박차하거나 '나'에게 약속 장소에 테트라가 수에서 '나'의 다리를 마음껏 짓밟고 혼자 돌아 버리거나하는 경우도 있다. 무엇보다, 테트라과 친해지고나서 이 같은 행동에 달릴 수 없게되었다. '나'에 대한 단순한 친구 이상의 감정을 갖고 있다고도 할 수 있지만, 미카의 내면을 묘사하는 장면이 거의 없기 때문에 진의는 알 수 없다. 테트라를 "귀엽다"고 평가 한 바있다. 동시에 자신은 "저렇게 귀엽게 될 수 없다"며 중얼 거렸다. 기본적으로 똑바로 상대의 눈을 보고 이야기하지만, 칭찬을 들을 때 수줍어 은폐나 시선을 분산시키기도 한다. 대 수학을 좋아한다. "페르마의 마지막 정리"중 등교 중에 트럭에 치여 3 일 정도 입원했을 때도 "지루하기 때문에 수학하자"라며 "나"와 테트라를 문병하러 오게 한 적이있다. 또한 평소에는 침착하고 차분한 분위기를 보이고 있지만, 수학의 이야기가 되면 바로 그때 요설된다. 처음 보는 '나'에게 인사 대신 수열 문제를 던지는 등 누가 상대라도 대부분 수학의 화제 밖에 꺼내지 않는다. 수학의 센스가 있다고 판단되면 그 상대에게 관심을 보이는 경향이있다. 예를 들어, 미르카는 당초 테트라에 대해 거의 상대하지 않았다 (오히려 방해자 취급하고 있었다). 그러나 '나'에게 배우면서 열심히 수학에 종사 테트라에 서서히 친해지 접하게 테트라 바젤 문제를 풀기 위한 우아한 아이디어를 스스로 생각 해낸 모습을 보고는 급속히 친해진있다 하였다. 또한 수학의 이야기에 잘 붙어 오려고 하는 유리의 것 도 마음에 든다. 수학의 지식이 매우 풍부하고, 작중에서는 '나'· 테트라 유리에 지도 역이 되는 경우가 많다. 사람에게 수학을 가르치는 것에 대해 상당히 의식이 높은 것 같고, '나'가 테트라 해법의 잘못을 그냥 "안돼"라고 부정했다 때 걷어차면서 "교사 실격"라고 타일렀다 수 있다. 수학에 대한 이해 능력도 발군으로, 대학의 오픈 세미나에서 열린 페르마의 마지막 정리에 대한 와일즈의 증명의 해설도 좋다고 잘 알고 있었다 ( '나'· 테트라 유리는 전혀 따라 가지 않았다). 그러나 작중에서는 테트라 나 유리처럼 뭔가를 '번쩍'것은 아니다. 문제를 풀어 때, "네, 이제 사람 일 끝"라는 입버릇. "괴델의 불완전 정리"에서 '나'를 유원지에 초대 관람차를 타고했을 때, 고소 공포증임을 연상시키는 발언을한다. 피아노를 칠 수 점심 시간 음악실에서 에ィ에ィ과 연탄 수도 있다. 점심은 초콜릿 밖에 먹지 않는다. 잘 킷캣을 먹고 있지만, 테트라에 항상 점심은 킷캣이냐고 질문했을 때는 트뤼플 때도 있다고 답했다. 일인칭은 "나." '나'와 테트라는 "미카 씨"유리는 "미카 님"에ィ에ィ는 "미카 끝"리사는 "미카 씨 '라고 부른다.
테트라(テトラ) [1권 첫 등장]
'나'와 같은 중학교 출신으로, '나'와 미르카보다 1년 후배의 고교 1 학년. 수학에 약한 의식을 가지고 고등학교에 입학 후 '나'수학을 가르쳐 주길 바란다고 한다. 몸집이 작고 짧은 머리에 큰 눈이 특징인 솔직하고 건강한 미소녀. '나'는 테트라 것을 호두를 갉아 먹는 다람쥐라고 표현한 바 있다. '나' 가라사대 '달콤한 냄새가 난다 "같다. 기본적으로 솔직하고 공부를 가르쳐달라고 때의 "종"의 지시에 잘 따른다. 생각하는지 얼굴에 드러낸다 성격으로, '나'에게는 이해하고 있는지 쉽게 알아볼 위한 이야기하기 쉬운 것 같다. 몸짓이 크고, '나'는 '조금 불안이 부족하다 "고 평하고있다. '나'교실에도 잘 얼굴을 내밀고 있는지, '나'의 클래스 메이트들 사이에서도 얼굴을 기억하고 있다. 클래스 메이트에서 "여동생 캐릭터" "바타바타娘"등으로 호칭된 적도 있다. 평소에는 상급생의 '나'와 밀가와 함께있는 것이 많기 때문에 공손한 말을 사용하여 말하고 있지만, 친구끼리 소년 같은 말투도 한다. 한 번 실수 '나' 앞에서 땅을 내어 버리고 면했다 수 있다. 자신의 이야기를 정중하게 들어주는 '나'에 대한 존경과 사모의 뒤섞인 감정을 품고있다. 미르카 일을 '멋진'라고 생각하고 있다. 동시에 자신은 "그렇게 멋진이 될 수 없다"며 "종"의 허리에서 운 적이있다. 영어를 취미로 수학 문제를 풀 때도 가끔 영어 단어를 입에 할 수 있다. 미래는 컴퓨터 관련 일을 하고 싶다고 생각하고 있지만 어떤 분야로 진행하라 수학은 필수라고 생각하는 부분도 있고 그것이 수학을 공부하는 동기의 하나가 되고 있다. そそかしい 단점이 단점은 수학에 종사 할 때에도 조건을 잘 잊어 버리는 형태로 나타난다. 그러나 이전 학습 한 인수 분해를 전혀 다른 문제였다. 삼각 함수에 적용하거나 미르카가 낸 아벨 군 문제에서 그 문제를 어떤 사람이 필요로 하고 있었는지 추측하는 등 응용력의 높이 또는 발전 사고의 센스에 좋은 것이 있고, 미르카조차 놀랍다. 또한 모두가 당연한 것으로 받아 버리는 경향이 있는 맹점에 의문을 품게의 착안점의 날카로움도 가지고 있다. 필통에 2 개의 액세서리를 달고있다. 하나는 얇은 은색의 금속을 구부려 물고기 모양으로 한 것. 다른 하나는 시그마의 모양을 본뜬 것 ( '나'는 첫 알파벳 'M'로 착각했다). 일인칭은 "나". '나'는 '테트라 짱 "미카는'테트라 '유리는"테트라 씨 "에ィ에ィ는"테토라ち "리사는"테트라 씨'라고 부른다.
유리(ユーリ) [2권 첫 등장]
"페르마의 마지막 정리"에서 등장. 중학교 2 학년의 여자 '나'의 사촌 여동생 (어머니끼리 자매). 어렸을 적부터 '나'와 함께 놀고 있어 주말 잘 '나'의 방에 틀어 박혀 책을 읽고 있다. 가녀린 외모에서 밤색 머리를 포니 테일로 하고 있는 것이 특징. 셀 프레임 안경을 쓰고 있고, 덧니가 있다. 미르카가 말하는, '나'와 귀 모양이 비슷한 것 같다. 포니 테일을 묶는 리본에 몇 가지 변화가 있는 것 같고, 작중에서는 노란색 리본과 모스 그린 리본 등이 등장했다. '나' 가라사대 "따끈 따끈 한 양지 냄새 '가하는 것 같다. '나'와 같이 독생자. 앳 응석 보타 성격에 응석 오면 어미에 "야옹"을 클릭한다. 작중 '나'가 머리를 쓰다듬자 부끄러워하며 당황하는 기색을 보인다. '나'를 그리워하고 있는 것 같고, 테트라를 약간 라이벌로 여긴 적도 있다. 미르카는 첫 대면에서 압도되어있어 존숭의 뜻을 품고있다. 처음에는 '나'가 재미 있다는 듯이 노력하고 있다는 점에서 관심 수학의 세계였지만 '나'와 미르카 테트라과 접촉 중 수학 자체에 깊은 관심을 가지게 '나'의 방에서 놀 때 자신의 수학 이야기를 しだす있게 되었다. "페르마의 마지막 정리 '는 마지막에 분명히 "수학은 좋아 "라고 발설까지 되었다. 수학 문제에 종사 할 때, 조건을 잊은 적이없는 것이 특징 (조건을 잘 잊어 테트라 그것을 조금 걱정했던 일이 있다). 또한 문제 문장에 써있는 정보를 읽고 떨어 뜨리는 것도 없고, 그것을 계기로 '나'에 영감을 줄 수 있었다. 어려운 문제에 직면했을 때 잘 생각 안 돼 "나도 몰라"라고 대답하는 경향이 있었지만 미르카의 교정을 받고 나서 도망 않고 문제를 해결하게 되었다. 논리적 사고 능력은 매우 높아 미르카의 배경 설명을 단 한번 들어도 페르마의 마지막 정리를 증명하는 데 필요한 논리 전개를 스스로 정리해 해설했다. 원시 피타고라스 수에 대한 증명 문제도 독자적으로 해법을 찾는 등 비범한 수학적 센스도 가지고있다. 수학의 지식이 부족하기 때문에 완전한 증명에 이르지 못해도, 미르카는 수학적 센스가 있는 유리를 매우 마음에 들어한다. 다리 뼈에 이상이 발견되 입원 · 수술 한 적이있다. 흔히 '나'의 방에 놓여있는 사탕을 먹는다. 레몬을 좋아하고, 멜론은 보통. 염증은 좋아하지 않는다. 일인칭은 기본적으로 "유리"하지만 성실하게 수학 이야기를 할 때 등은 '나'가 되기도 한다. '나'와 미르카는 "유리 "테트라는 "유리야"라고 부른다.
나라비쿠라 리사(リサ) [4권 첫 등장]
"확률적 알고리즘"에서 등장. 고등학교 1 학년 소녀. 성은 쌍 창고 (줄서 창고)에서 이렇게 창고 도서관의 쌍 창고 박사의 딸. 어깨까지의 길이 빨간 머리를 가지고 있다. 안경은 착용하지 않는다. 기본적으로 무표정으로 가끔 기침 수 있다. 항상 노트북 컴퓨터를 가지고 다니면서 빠른 타이핑 있다. 미카에 머리를 만져하거나 조롱 할 수 있지만 거스를 수 없는 것처럼 보인다. "짱"절임을 싫어하므로 미르카뿐만 아니라 '나'도 리사 경칭 생략하고 있다.

### 조연
예예(エィエィ) [1권 첫 등장]
미르카의 친구. '나'와 밀가와 같은 학년이지만, 클래스는 다르다. 피아노 애호 회 '포르 티 시모'의 리더로, 미르카 못지 않게 미소녀. 칸사이 사투리 바람의 말투를 한다. 수업 시간 이외의 대부분을 음악실의 피아노 앞에서 보내고 있다. 일인칭은 "우리" '나'는 "에ィ에ィ '라고 부른다. 미르카 테트라, 유리는 에ィ에ィ를 부른 적이 없다. '나'의 어머니는 "에ィ에ィ 씨"라고 부르고 있었다.
무라키 선생님(村木先生) [1권 첫 등장]
"나는"우리가 다니는 고등학교의 수학 교사. '나' 가라사대 '변경 것이지만 자신들의 것을 마음주고 있다"는 것. '나'와 미르카 수학 문제를 낸다. 그내는 방법은 문제가 적힌 메시지 카드를 건네주는 것만으로 그 내용도 설명없이 수식뿐이라는 독특한 것. 이것은 문제 설정 단계에서 스스로 생각하라는 의도가 포함되어 있기 때문이다. 실제로 미르카가 이미 대답을 알고 문제를 나왔다 위해 즉답했을 때도 "응답을 원하는 것이 아니다. 답을 알고 있다면, 이 식에서 재미있는 문제를 꺼내 가져 오도록"고 반환한 것 같다. 같은 문제에서도 상대의 수준에 맞게 카드의 내용을 바꾸어 출제하는 등 교육자로서 학생들을 잘 생각 일면을 보여준다. 후 테트라에 카드를 통과하게 되었다.
都宮 (津宮)
'나'의 클래스 메이트. '나' 가라사대 '성적 상위에서 스포츠도 이익 "이라는 것. '나'가 없는 경우는 미르카의 상대를 하게 된 것 같지만, 벽역하고 있는 것처럼 보인다.
미즈타니 선생님(瑞谷（みずたに）女史) [1권 첫 등장]
"나"는 우리가 다니는 고등학교 도서관 사서. 정시가 되면 조용히 도서관의 중간에 와서 하교 시간을 선언 사람. 짙은 색의 안경을 쓰고 있고, 표정이 잘 모른다.
'나'의 어머니
밤 공부를 하고 있는 '나'에게 코코아를 주거나 미르카, 테트라, 유리가 놀러올 때 간식을 주는 가정적인 어머니이다. 그러나 '나'는 코코아를 주는 것은 어린애 취급되는 느낌이라서 조금 불만인 것처럼 보인다. 스릴 사람 같이 시험 발사 미카 · 테트라 에ィ에ィ가 집에 와서 들었을 때는 매우 기뻐하고 있었다. 미카 왈 ""나 "와 귀 모양이 흡사 같다.
소녀(女子生徒) [1권 첫 등장]
테트라과 비슷한 분위기의 기운 타입의 여자. 수학을 좋아하는 것 같다. 함께 수학을 공부하고 있는 남학생이 있다.

## 작중 주제

### 피보나치 사인
테트라가 "나는 수학을 사랑해요"라는 메시지를 전하는 신호 인사로 피보나치 수열에 근거한 핸드 사인을 생각해냈다. 보내는 사람은 손을 네 번 흔들면서 손가락으로 1, 1, 2, 3을 보여주고 받은 사람이 손을 펴 5를 보여줌으로써 피보나치 수열의 처음 5항이 표현된다. 작품 결말 부분에서 자주 등장한다.

## 서지 정보 녕
- 《数学ガール》. ソフトバンククリエイティブ. 2007년 6월 27일. ISBN 978-4-7973-4137-9.
- 《数学ガール　フェルマーの最終定理》. ソフトバンク クリエイティブ. 2008년 7월 30일. ISBN 978-4-7973-4526-1.
- 《数学ガール　ゲーデルの不完全性定理》. ソフトバンク クリエイティブ. 2009년 10월 26일. ISBN 978-4-7973-5296-2.
- 《数学ガール　乱択アルゴリズム》. ソフトバンク クリエイティブ. 2011년 2월 26일. ISBN 978-4-7973-6100-1.
- 《数学ガール　ガロア理論》. ソフトバンク クリエイティブ. 2012년 5월 30일. ISBN 978-4-7973-6754-6.
- 《数学ガールの秘密ノート/式とグラフ》. ソフトバンク クリエイティブ. 2013년 7월 13일. ISBN 978-4-7973-7414-8.
- 《数学ガールの誕生　理想の数学対話を求めて》. ソフトバンク クリエイティブ. 2013년 9월 14일. ISBN 978-4-7973-7325-7.
- 《数学ガールの秘密ノート/整数で遊ぼう》. SBクリエイティブ. 2013년 12월 18일. ISBN 978-4-7973-7415-5.
- 《数学ガールの秘密ノート/丸い三角関数》. SBクリエイティブ. 2014년 4월 24일. ISBN 978-4-7973-7568-8.
- 《数学ガールの秘密ノート/微分を追いかけて》. SBクリエイティブ. 2015년 4월 18일. ISBN 978-4-7973-8231-0.
- 《数学ガールの秘密ノート/ベクトルの真実》. SBクリエイティブ. 2015년 11월 18일. ISBN 978-4-7973-8232-7.
- 《数学ガールの秘密ノート/場合の数》. SBクリエイティブ. 2016년 4월 20일. ISBN 978-4-7973-8711-7.
- 《数学ガールの秘密ノート/やさしい統計》. SBクリエイティブ. 2016년 10월 29일. ISBN 978-4-7973-8712-4.

## 미디어 믹스

### 만화
1. "수학이 여자"및"월 만화 플래퍼에서"2008년 4월)2009년 6개월)직렬화된다. 모두 14권이다.
《数学ガール》. MFコミックス フラッパーシリーズ 上. 日坂水柯画. メディアファクトリー. 2008년 11월 30일. ISBN 978-4-8401-2292-4. 2014년 10월 6일에 원본 문서에서 보존된 문서. 2016년 11월 6일에 확인함.
《数学ガール》. MFコミックス フラッパーシリーズ 下. 日坂水柯画. メディアファクトリー. 2009년 7월 31일. ISBN 978-4-8401-2586-4. 2014년 10월 6일에 원본 문서에서 보존된 문서. 2016년 11월 6일에 확인함.
2. "수학이 여자"Fermat 의 마지막 법칙",매월 잡지 만 플래퍼"20101 0 2 0 1 3년(5월)직렬화된다.
《数学ガール フェルマーの最終定理》. MFコミックス フラッパーシリーズ (1). 春日旬画. メディアファクトリー. 2011년 4월 23일. ISBN 978-4-8401-3793-5. 2014년 10월 6일에 원본 문서에서 보존된 문서. 2016년 11월 6일에 확인함.
《数学ガール フェルマーの最終定理》. MFコミックス フラッパーシリーズ (2). 春日旬画. メディアファクトリー. 2012년 2월 23일. ISBN 978-4-8401-4422-3. 2014년 10월 6일에 원본 문서에서 보존된 문서. 2016년 11월 6일에 확인함.
《数学ガール フェルマーの最終定理》. MFコミックス フラッパーシリーズ (3). 春日旬画. メディアファクトリー. 2013년 5월 23일. ISBN 978-4-8401-5015-6. 2014년 10월 6일에 원본 문서에서 보존된 문서. 2016년 11월 6일에 확인함.
3. "수학을 소녀는 괴델의 불완전성 정리"월 만화가 살아"라이브"201011로의 시리즈이다.. 1No.2 시리즈에서 시작한다.
《数学ガール ゲーデルの不完全性定理》. MFコミックス アライブシリーズ (1). 茉崎ミユキ画. メディアファクトリー. 2011년 4월 23일. ISBN 978-4-8401-3788-1. 2015년 1월 5일에 원본 문서에서 보존된 문서. 2016년 11월 6일에 확인함.
《数学ガール ゲーデルの不完全性定理》. MFコミックス アライブシリーズ (2). 茉崎ミユキ画. メディアファクトリー. 2012년 1월 23일. ISBN 978-4-8401-4096-6. 2015년 1월 5일에 원본 문서에서 보존된 문서. 2016년 11월 6일에 확인함.

### 번역본
- 영어 버전 2011년 11월 23일 판매 ISBN9780983951308 (페이퍼백), ISBN9780983951315 (하드커버)
- 대만 버전 2008년 6월 23일 판매 ISBN9789862093726
- 한국어 버전 ISBN8970905529

이하 CC-BY-SA 3.0에 따라 배포된 http://librewiki.net/wiki/%EC%88%98%ED%95%99_%EA%B1%B8 활용
| 수학 걸 数学ガール Math Girls      | 수학 걸 数学ガール Math Girls       | 수학 걸 数学ガール Math Girls     | 수학 걸 数学ガール Math Girls | 수학 걸 数学ガール Math Girls | 수학 걸 数学ガール Math Girls | 수학 걸 数学ガール Math Girls | 수학 걸 数学ガール Math Girls | 수학 걸 数学ガール Math Girls | 수학 걸 数学ガール Math Girls | 수학 걸 数学ガール Math Girls | 수학 걸 数学ガール Math Girls | 수학 걸 数学ガール Math Girls | 수학 걸 数学ガール Math Girls | 수학 걸 数学ガール Math Girls | 수학 걸 数学ガール Math Girls | 수학 걸 数学ガール Math Girls | 수학 걸 数学ガール Math Girls | 수학 걸 数学ガール Math Girls | 수학 걸 数学ガール Math Girls | 수학 걸 数学ガール Math Girls | 수학 걸 数学ガール Math Girls | 수학 걸 数学ガール Math Girls | 수학 걸 数学ガール Math Girls | 수학 걸 数学ガール Math Girls | 수학 걸 数学ガール Math Girls | 수학 걸 数学ガール Math Girls | 수학 걸 数学ガール Math Girls | 수학 걸 数学ガール Math Girls | 수학 걸 数学ガール Math Girls | 수학 걸 数学ガール Math Girls | 수학 걸 数学ガール Math Girls | 수학 걸 数学ガール Math Girls | 수학 걸 数学ガール Math Girls | 수학 걸 数学ガール Math Girls | 수학 걸 数学ガール Math Girls | 수학 걸 数学ガール Math Girls | 수학 걸 数学ガール Math Girls | 수학 걸 数学ガール Math Girls | 수학 걸 数学ガール Math Girls | 수학 걸 数学ガール Math Girls | 수학 걸 数学ガール Math Girls | 수학 걸 数学ガール Math Girls | 수학 걸 数学ガール Math Girls | 수학 걸 数学ガール Math Girls | 수학 걸 数学ガール Math Girls | 수학 걸 数学ガール Math Girls | 수학 걸 数学ガール Math Girls | 수학 걸 数学ガール Math Girls | 수학 걸 数学ガール Math Girls | 수학 걸 数学ガール Math Girls | 수학 걸 数学ガール Math Girls | 수학 걸 数学ガール Math Girls | 수학 걸 数学ガール Math Girls | 수학 걸 数学ガール Math Girls | 수학 걸 数学ガール Math Girls | 수학 걸 数学ガール Math Girls | 수학 걸 数学ガール Math Girls | 수학 걸 数学ガール Math Girls | 수학 걸 数学ガール Math Girls | 수학 걸 数学ガール Math Girls | 수학 걸 数学ガール Math Girls | 수학 걸 数学ガール Math Girls | 수학 걸 数学ガール Math Girls | 수학 걸 数学ガール Math Girls | 수학 걸 数学ガール Math Girls | 수학 걸 数学ガール Math Girls | 수학 걸 数学ガール Math Girls | 수학 걸 数学ガール Math Girls | 수학 걸 数学ガール Math Girls | 수학 걸 数学ガール Math Girls | 수학 걸 数学ガール Math Girls | 수학 걸 数学ガール Math Girls | 수학 걸 数学ガール Math Girls | 수학 걸 数学ガール Math Girls | 수학 걸 数学ガール Math Girls | 수학 걸 数学ガール Math Girls | 수학 걸 数学ガール Math Girls | 수학 걸 数学ガール Math Girls | 수학 걸 数学ガール Math Girls | 수학 걸 数学ガール Math Girls | 수학 걸 数学ガール Math Girls | 수학 걸 数学ガール Math Girls | 수학 걸 数学ガール Math Girls | 수학 걸 数学ガール Math Girls | 수학 걸 数学ガール Math Girls | 수학 걸 数学ガール Math Girls | 수학 걸 数学ガール Math Girls | 수학 걸 数学ガール Math Girls | 수학 걸 数学ガール Math Girls | 수학 걸 数学ガール Math Girls | 수학 걸 数学ガール Math Girls | 수학 걸 数学ガール Math Girls | 수학 걸 数学ガール Math Girls | 수학 걸 数学ガール Math Girls | 수학 걸 数学ガール Math Girls | 수학 걸 数学ガール Math Girls | 수학 걸 数学ガール Math Girls | 수학 걸 数学ガール Math Girls | 수학 걸 数学ガール Math Girls |
| ---------------------------------- | ----------------------------------- | --------------------------------- | ----------------------------- | ----------------------------- | ----------------------------- | ----------------------------- | ----------------------------- | ----------------------------- | ----------------------------- | ----------------------------- | ----------------------------- | ----------------------------- | ----------------------------- | ----------------------------- | ----------------------------- | ----------------------------- | ----------------------------- | ----------------------------- | ----------------------------- | ----------------------------- | ----------------------------- | ----------------------------- | ----------------------------- | ----------------------------- | ----------------------------- | ----------------------------- | ----------------------------- | ----------------------------- | ----------------------------- | ----------------------------- | ----------------------------- | ----------------------------- | ----------------------------- | ----------------------------- | ----------------------------- | ----------------------------- | ----------------------------- | ----------------------------- | ----------------------------- | ----------------------------- | ----------------------------- | ----------------------------- | ----------------------------- | ----------------------------- | ----------------------------- | ----------------------------- | ----------------------------- | ----------------------------- | ----------------------------- | ----------------------------- | ----------------------------- | ----------------------------- | ----------------------------- | ----------------------------- | ----------------------------- | ----------------------------- | ----------------------------- | ----------------------------- | ----------------------------- | ----------------------------- | ----------------------------- | ----------------------------- | ----------------------------- | ----------------------------- | ----------------------------- | ----------------------------- | ----------------------------- | ----------------------------- | ----------------------------- | ----------------------------- | ----------------------------- | ----------------------------- | ----------------------------- | ----------------------------- | ----------------------------- | ----------------------------- | ----------------------------- | ----------------------------- | ----------------------------- | ----------------------------- | ----------------------------- | ----------------------------- | ----------------------------- | ----------------------------- | ----------------------------- | ----------------------------- | ----------------------------- | ----------------------------- | ----------------------------- | ----------------------------- | ----------------------------- | ----------------------------- | ----------------------------- | ----------------------------- | ----------------------------- | ----------------------------- | ----------------------------- | ----------------------------- | ----------------------------- |
| w:File:Math Girls - book cover.jpg |                                     |                                   |                               |                               |                               |                               |                               |                               |                               |                               |                               |                               |                               |                               |                               |                               |                               |                               |                               |                               |                               |                               |                               |                               |                               |                               |                               |                               |                               |                               |                               |                               |                               |                               |                               |                               |                               |                               |                               |                               |                               |                               |                               |                               |                               |                               |                               |                               |                               |                               |                               |                               |                               |                               |                               |                               |                               |                               |                               |                               |                               |                               |                               |                               |                               |                               |                               |                               |                               |                               |                               |                               |                               |                               |                               |                               |                               |                               |                               |                               |                               |                               |                               |                               |                               |                               |                               |                               |                               |                               |                               |                               |                               |                               |                               |                               |                               |                               |                               |
| 지은이                             | 유키 히로시(結城浩, Hiroshi Yuki)   | 유키 히로시(結城浩, Hiroshi Yuki) |                               |                               |                               |                               |                               |                               |                               |                               |                               |                               |                               |                               |                               |                               |                               |                               |                               |                               |                               |                               |                               |                               |                               |                               |                               |                               |                               |                               |                               |                               |                               |                               |                               |                               |                               |                               |                               |                               |                               |                               |                               |                               |                               |                               |                               |                               |                               |                               |                               |                               |                               |                               |                               |                               |                               |                               |                               |                               |                               |                               |                               |                               |                               |                               |                               |                               |                               |                               |                               |                               |                               |                               |                               |                               |                               |                               |                               |                               |                               |                               |                               |                               |                               |                               |                               |                               |                               |                               |                               |                               |                               |                               |                               |                               |                               |                               |                               |
| 번역가                             | 본편: 김정환 비밀노트: 박은희       | 본편: 김정환 비밀노트: 박은희     |                               |                               |                               |                               |                               |                               |                               |                               |                               |                               |                               |                               |                               |                               |                               |                               |                               |                               |                               |                               |                               |                               |                               |                               |                               |                               |                               |                               |                               |                               |                               |                               |                               |                               |                               |                               |                               |                               |                               |                               |                               |                               |                               |                               |                               |                               |                               |                               |                               |                               |                               |                               |                               |                               |                               |                               |                               |                               |                               |                               |                               |                               |                               |                               |                               |                               |                               |                               |                               |                               |                               |                               |                               |                               |                               |                               |                               |                               |                               |                               |                               |                               |                               |                               |                               |                               |                               |                               |                               |                               |                               |                               |                               |                               |                               |                               |                               |
| 출판사                             |                                     |                                   |                               |                               |                               |                               |                               |                               |                               |                               |                               |                               |                               |                               |                               |                               |                               |                               |                               |                               |                               |                               |                               |                               |                               |                               |                               |                               |                               |                               |                               |                               |                               |                               |                               |                               |                               |                               |                               |                               |                               |                               |                               |                               |                               |                               |                               |                               |                               |                               |                               |                               |                               |                               |                               |                               |                               |                               |                               |                               |                               |                               |                               |                               |                               |                               |                               |                               |                               |                               |                               |                               |                               |                               |                               |                               |                               |                               |                               |                               |                               |                               |                               |                               |                               |                               |                               |                               |                               |                               |                               |                               |                               |                               |                               |                               |                               |                               |                               |
| 일본                               | 소프트뱅크 크리에이티브             |                                   |                               |                               |                               |                               |                               |                               |                               |                               |                               |                               |                               |                               |                               |                               |                               |                               |                               |                               |                               |                               |                               |                               |                               |                               |                               |                               |                               |                               |                               |                               |                               |                               |                               |                               |                               |                               |                               |                               |                               |                               |                               |                               |                               |                               |                               |                               |                               |                               |                               |                               |                               |                               |                               |                               |                               |                               |                               |                               |                               |                               |                               |                               |                               |                               |                               |                               |                               |                               |                               |                               |                               |                               |                               |                               |                               |                               |                               |                               |                               |                               |                               |                               |                               |                               |                               |                               |                               |                               |                               |                               |                               |                               |                               |                               |                               |                               |                               |
| 한국                               | 본편: 동아일보 비밀노트: 영림카디널 |                                   |                               |                               |                               |                               |                               |                               |                               |                               |                               |                               |                               |                               |                               |                               |                               |                               |                               |                               |                               |                               |                               |                               |                               |                               |                               |                               |                               |                               |                               |                               |                               |                               |                               |                               |                               |                               |                               |                               |                               |                               |                               |                               |                               |                               |                               |                               |                               |                               |                               |                               |                               |                               |                               |                               |                               |                               |                               |                               |                               |                               |                               |                               |                               |                               |                               |                               |                               |                               |                               |                               |                               |                               |                               |                               |                               |                               |                               |                               |                               |                               |                               |                               |                               |                               |                               |                               |                               |                               |                               |                               |                               |                               |                               |                               |                               |                               |                               |
| 대만                               | 1권: 青文出版社 2권~5권: 世茂出版社 |                                   |                               |                               |                               |                               |                               |                               |                               |                               |                               |                               |                               |                               |                               |                               |                               |                               |                               |                               |                               |                               |                               |                               |                               |                               |                               |                               |                               |                               |                               |                               |                               |                               |                               |                               |                               |                               |                               |                               |                               |                               |                               |                               |                               |                               |                               |                               |                               |                               |                               |                               |                               |                               |                               |                               |                               |                               |                               |                               |                               |                               |                               |                               |                               |                               |                               |                               |                               |                               |                               |                               |                               |                               |                               |                               |                               |                               |                               |                               |                               |                               |                               |                               |                               |                               |                               |                               |                               |                               |                               |                               |                               |                               |                               |                               |                               |                               |                               |
| 중국                               | 安徽教育出版社                      |                                   |                               |                               |                               |                               |                               |                               |                               |                               |                               |                               |                               |                               |                               |                               |                               |                               |                               |                               |                               |                               |                               |                               |                               |                               |                               |                               |                               |                               |                               |                               |                               |                               |                               |                               |                               |                               |                               |                               |                               |                               |                               |                               |                               |                               |                               |                               |                               |                               |                               |                               |                               |                               |                               |                               |                               |                               |                               |                               |                               |                               |                               |                               |                               |                               |                               |                               |                               |                               |                               |                               |                               |                               |                               |                               |                               |                               |                               |                               |                               |                               |                               |                               |                               |                               |                               |                               |                               |                               |                               |                               |                               |                               |                               |                               |                               |                               |                               |
| 미국                               | Bento Books                         |                                   |                               |                               |                               |                               |                               |                               |                               |                               |                               |                               |                               |                               |                               |                               |                               |                               |                               |                               |                               |                               |                               |                               |                               |                               |                               |                               |                               |                               |                               |                               |                               |                               |                               |                               |                               |                               |                               |                               |                               |                               |                               |                               |                               |                               |                               |                               |                               |                               |                               |                               |                               |                               |                               |                               |                               |                               |                               |                               |                               |                               |                               |                               |                               |                               |                               |                               |                               |                               |                               |                               |                               |                               |                               |                               |                               |                               |                               |                               |                               |                               |                               |                               |                               |                               |                               |                               |                               |                               |                               |                               |                               |                               |                               |                               |                               |                               |                               |

## 개요
| “ | 개념을 확장할 때의 곤란함-그것은 <비약(飛躍)하기 전의 정체(停滞)>인거야. 음수는 negative(부정적인) number, 무리수는 irrational(불합리한) number, 허수는 imaginary(환상속의) number... 이 단어들에는, 새로운 개념으로 향하는 사람들의 망설임이 잘 표현되어 있어. "새로운 길을 나설 때에는, 누구라도 망설이는 법이야. | ” |
|   | |   |

일본의 프로그래머이자 소설가인 유키 히로시(結城浩, Hiroshi Yuki)가 쓴 교양 수학 소설이다. 이 시리즈의 책들의 목록은 저자의 홈페이지에서 확인할 수 있다.
컴퓨터 프로그래밍 서적을 주로 쓰던 저자가 수학을 소재로 인터넷상에 연재한 소설을 바탕으로 소프트뱅크 크리에이티브에서 출판한 책이다. 본편을 2012년 5권까지 발매한 이후 저자가 수학걸의 탄생에 관한 강연을 한 것을 엮은 강연집까지 발매하였으며, 한국에서는 2016년 기준으로 총 5권의 시리즈 중 2권까지 동아일보에서 발간하였다.
한편, 작가는 2014년에 일본 수학회로부터 출판상을 수여받았다. #1 보관됨 2016-03-22 - 웨이백 머신 #2 보관됨 2016-11-15 - 웨이백 머신
내용의 난이도는 등장인물들이 고등학생인 만큼 어렵게 풀어가지는 않지만, 다루는 개념 자체는 중고등학교 수학부터 대학교 수학까지 폭넓게 분포되어있다. 각 권마다 마지막 부록을 보면 참고 문헌 목록이 있으며, 그 문헌에 대한 소개가 되어있으므로 보다 심화된 내용을 알아보고자 한다면 확인해보자.
스핀오프 시리즈인 수학 소녀의 비밀노트는 5권까지 발매하였고, 한국에서는 영림카디널에서 전권 발간중이다. 비밀노트 시리즈는 대부분 중고등학교 수준의 수학으로 구성되었으며 다만 미분 따라잡기 편에서 단조증가나 상한을 사용해 자연상수 e의 정확한 값을 구하는 등, 특별히 교육과정을 준수하는건 아니다.</ref> 또한 본편이 줄거리를 지닌 소설 형태인 반면, 비밀노트 시리즈는 대화체로 구성되어있다. 영림카디널 블로그에 올라온 글을 읽어보면 어떤 느낌의 구성인지 알 수 있을것이다. 비밀노트 시리즈는 확률과 통계나 기하와 벡터, 지수와 로그, 미분과 적분 등의 내용을 담은 후속작들이 계속 출간될 예정이다. 총 10권으로 구성될 예정이다. 비밀노트 시리즈는 매주 금요일 cakes에서 웹 연재본 보관됨 2016-11-15 - 웨이백 머신이 연재되고 있다.
국내에 정식으로 번역되는 과정에서 시리즈의 제목이 자주 바뀌었다. 본편인 '수학 걸' 시리즈의 경우 1권은 원제 그대로 '수학 걸'로 출판되었으나, 2권은 '수학 홀릭: 페르마의 마지막 정리'이라는 제목으로 출판되었다. 번외편인 '수학 걸의 비밀노트' 시리즈 역시 '수학 소녀의 비밀노트' 시리즈로 제목이 변경되어 출판되었다.
만화로도 미디어믹스되었으며, 원작인 소설판 기준으로 1권, 2권, 3권이 각각 다른 만화가에 의해 그려졌다. 원작이 기본적으로 수학 교양서로 분류되다보니 소설판에서는 수학적인 개념을 설명하기 위한 삽화를 제외하고는 별다른 삽화가 없기 때문에 각 만화가마다 묘사한 주인공들의 모습이 서로 차이가 있다. 다만 특이하게도 대만으로 번역된 소설판의 경우 일러스트가 있다.

## 작품 일람

### 수학 걸 시리즈
- 1권 - '수학 걸' "数学ガール"
  - 주요 등장 수식 - 피보나치 수열, 오일러의 공식
- 2권 - '수학 홀릭 - 페르마의 마지막 정리' "数学ガール／フェルマーの最終定理"
- 3권 - '수학 걸 - 괴델의 불완전성 정리' "数学ガール／ゲーデルの不完全性定理"
- 4권 - '수학 걸 - 확률적 알고리즘(Randomized Algorithms)' "数学ガール／乱択アルゴリズム"
  - 주요 등장 수식 - 몬티 홀 문제, NP-완전 문제
- 5권 - '수학 걸 - 갈루아 이론' "数学ガール／ガロア理論"
- 강연집 - '수학 걸의 탄생' 講演集"数学ガールの誕生"

### 수학 소녀의 비밀노트 시리즈
- 1권 - '수학 소녀의 비밀노트 - 식과 그래프' "数学ガールの秘密ノート: 式とグラフ"
- 2권 - '수학 소녀의 비밀노트 - 정수와 놀자' "数学ガールの秘密ノート: 整数で遊ぼう"
- 3권 - '수학 소녀의 비밀노트 - 둥근 삼각함수' "数学ガールの秘密ノート - 丸い三角関数"
- 4권 - '수학 소녀의 비밀노트 - 수열의 광장' "數學ガ-ルの秘密ノ-ト 數列の廣場"
- 5권 - '수학 소녀의 비밀노트 - 미분 따라잡기' "數學ガ-ルの秘密ノ-ト: 微分を追いかけて"
- 6권 - '수학 소녀의 비밀노트 - 벡터의 진실' "数学ガールの秘密ノート/ベクトルの真実"
- 7권 - '수학 소녀의 비밀노트 - 경우의 수' "数学ガールの秘密ノート/場合の数"
- 8권 - '수학 소녀의 비밀노트 - 부드러운 통계' "数学ガールの秘密ノート/やさしい統計"

### 코믹스판
- 수학 걸 상・하 (작화: 히사카 미카)
- 수학 걸 - 페르마의 마지막 정리 1~3 (작화: 카스가 슌)
- 수학 걸 - 괴델의 불완정성 정리 1~2 (작화: 마츠자키 미유키)

각각의 코믹스판과 원작인 소설과의 관계는 다음 각주와 같다.

## 등장인물
나(僕) [1권 첫 등장]

이 작품의 주인공이며, 이 작품은 그의 관점에서 서술된다. 수학을 매우 좋아하지만, 인간 관계에는 서투른 편이다. 1권~2권 시점에서 고등학교 2학년이다. 미르카와 테트라를 만나면서 수학 문제를 헤쳐 나가고 있다. 나중에 고등학교 수학 교사가 된다. 미르카와 테트라를 이성으로 의식하는 듯.
3권 시점에선 많은 고민을 하는데, 학업에 있어서 큰 성장을 이루는 주변 인물들을 보며 진로도 정하지 못한 채 자기만 앞으로 나아가지 못하는 상황에 대해 고민을 하며, 무엇이 될까 하다가 테트라와 유리가 했던 말을 떠올리며 수학 교사가 되기로 결심한다.
수학 실력은 작중 인물들 중 우수한 편에 속하지만, 단지 수학적인 지식이 많을 뿐, 수학적인 사고력은 다른 인물들에게 밀리곤 한다. 이따금 증명 과정에서 간단한 실수를 저지르거나, 방향을 잘못 잡기도 한다. 정의나 정리 내용 자체에만 집중하다가 정작 중요한 것을 놓치곤 한다.
미르카(ミルカ) [1권 첫 등장]

| “ | 개념을 확장할 때의 곤란함-그것은 <비약(飛躍)하기 전의 정체(停滞)>인거야. 음수는 negative(부정적인) number, 무리수는 irrational(불합리한) number, 허수는 imaginary(환상속의) number... 이 단어들에는, 새로운 개념으로 향하는 사람들의 망설임이 잘 표현되어 있어. "새로운 길을 나설 때에는, 누구라도 망설이는 법이야. | ” |
|   | |   |

키가 크고 흑발의 안경 미소녀. 주인공과 동급생이며, 수학에 대한 능력만이라면 수학과 대학생들 못지 않는 천재이다. 물론 학교에서도 수학 최상위권을 놓치지 않는다. 실제로 본 작품의 이야기를 이끌어나가는 역할을 하며, 작중에서 여러 가지 문제를 내주시는 무라키 선생님의 과제를 잠깐만 보고도 그 문제 속에 숨겨진 의도까지 전부 설명해줄 정도의 실력자이다.
일반인 대상이라고는 하지만 실제로는 대학원생 수준에 해당하는 강연을 듣고 바로 이해하고, 등장인물들에게 설명해주기도 한다. 이따금 주인공이 테트라나 유리와 이야기를 나누고 있으면 질투하듯 끼어들어서 갑자기 수학 설명을 시작한다. (...) 주인공이 증명 과정에서 무언가를 놓칠 때 이를 지적해주곤 한다.
피아노 실력도 수준급이라 예예와 연탄을 하기도 한다. 테트라를 처음에는 방해꾼 취급했었지만, 테트라의 수학에 대한 열정을 알게 되면서 급속히 친해진다. 자신은 테트라처럼 사랑스럽게는 될 수 없다고 생각하는 듯.
오빠가 한 명 있는데 작중에서는 이미 고인으로 나온다. 오빠를 생각하며 눈물을 흘리는 장면도 나오는데 무척 친밀한 사이였던 것 같다. 미르카의 평소 캐릭터가 워낙 쿨한 편이라 더욱 찡하게 느껴진다.
졸업 후의 목표는 나사에 입사하는 것이라고 한다. 이것이 이를 따라갈 능력도 없고 장래의 꿈도 다른 주인공이 3권 시점에서 고뇌에 빠지게 되는 원인이 된다. 다만 졸업 후에는 이미 미국의 한 대학교에 유학을 가기로 결정이 되어 있는 듯 하다.
주인공과의 관계가 꽤나 애매하다. 일단 키스씬은 작중에서 3~4번 정도 묘사되긴 하는데, 확실하게 사귄다는 묘사는 전혀 없기 때문.
테트라(テトラ) [1권 첫 등장]

| “ | Is the term <well-defined> well-defined? | ” |
|   |                                          |   |

주인공의 1년 후배이다. 주인공이 중학교를 졸업할 때 수학에 대해 발표한 것을 보고 관심을 가지게 되어 고등학교도 주인공이 진학한 곳으로 따라가고, 주인공에게 수학을 가르쳐 달라고 접근한다.
몸집이 작고 단발머리에 큰 눈의 미소녀. 기본적으로 솔직한 성격에, 주인공의 말을 잘 따른다. 생각하는 게 얼굴에 잘 드러나는 타입. 영어가 취미이며, 수학을 풀 때도 영어 단어가 입에서 가끔 튀어나온다. 미르카처럼 멋지게는 될 수 없다고 생각하는 듯.
살짝 성급해서, 수학 문제를 풀 때도 문제의 조건을 잘 잊어버리는 경우가 많으나, 수학 문제를 풀 때의 응용력과 관찰력은 좋아서, 미르카 마저 가끔 놀라게 할 때도 있다.
일단 전반적으로 주인공을 이성으로써 좋아하는 듯한 묘사를 보여주는데 확실하지는 않다. 도서관에서 주인공과 묘한 무드에 빠진 적이 있는데 이때 테트라에게 키스를 시도하는 주인공을 까버린 적이 있기 때문. 주인공과 미르카와의 관계를 염려해서 한발 물러난 것일수도 있지만...
이름의 유례는 '4의-'라는 의미의 영어 접두사 'tetra-'인 것으로 보인다.
3권에서 기준으로는 영어, 수학 성적 상위 10%안에 들어간다고 나온다. 영어는 원래 잘했지만, 수학은 주인공과 공부하면서 성적이 많이 올랐다고... 이것이 3권에서 주인공이 내적으로 갈등하는 원인이 된다.
유리(ユーリ) [2권 첫 등장]

주인공의 사촌 여동생으로 중학생이다. 주말마다 주인공 집에 놀러와서는 수학을 배운다. 가끔씩 냥체를 사용한다.
3권부터 언급되는 '그 녀석'이라는 같은 반 남학생과 수학 문제를 겨루는 사이다. 서로 티격태격하는 듯 보이나 '그 녀석'이 전학을 가게 되자 매우 상심하는 모습을 보여 준다. 이후 편지를 주고 받으면서 기뻐하는 걸 보면 츤데레가 따로 없다. 주인공이나 테트라의 대사만 봐도, 주변에서는 이미 '그 녀석'을 유리의 남친으로 인식하고 있다.
수학에 대해 꼼꼼한 성격이기에 문제의 조건에 지나치게 얽매여서 오히려 진도를 못나가곤 한다. 한편으로 꼼꼼한 성격 덕분에 주인공이 놓치고 지나가는 조건들을 지적하기도 한다.
나라비쿠라 리사(リサ) [4권 첫 등장]

주인공의 2년 후배인 신입생이며, 테트라의 소개로 알게 되었다. 어깨까지 오는 적발의 헤어스타일이 특징. 나라비쿠라 도서관의 관장인 나라비쿠라 박사의 딸이다. 말수가 적으며 감정을 드러내는 경우가 드물다. 또한 미르카를 지칭할 때 미르카氏라고 하는 걸 보면 제법 고풍스러운 면도 보여준다.
다만 미르카가 등장할 때마다 리사의 머리를 잡아당기는데, 그때마다 '갸웅'이라 소리 내며 놀라는 게 귀엽다. 갭모에 캐릭터. 컴퓨터에 능하며 알고리즘 해석에 일가견이 있다.
주요 히로인 중 한 명이지만 딱히 주인공에 대한 호감이 묘사되지는 않는다.
어머니인 나라비쿠라 박사와는 사이가 좋지 않은 편이다. 나라비쿠라 박사가 워낙 바쁘다 보니 리사에게 그닥 신경을 많이 못써줬는데, 이를 리사가 매우 서운하게 느낀 것이 원인. 이 때문에 미르카와 말다툼을 하다 크게 일침을 맞기도 한다. 일침 이후로는 어느 정도 어머니를 이해하게 된 건지 반성하는 모습을 보여주기도 한다.
예예(エィエィ) [1권 첫 등장]

주인공과 동급생. 칸사이벤 사투리를 사용한다. 피아노 동호회 '포르티시모'의 회장으로 존경하는 음악가는 요한 제바스티안 바흐라고 한다.
무라키 선생님(村木先生) [1권 첫 등장]

수학 교사. 주인공 일행에게 자주 수학 공식 또는 문제가 적힌 카드를 건네준다. 학생들의 수준에 맞춰서 별다른 접점이 없어보이는 서로 다른 내용의 카드를 건네주지만, 결국에는 그 모든 내용이 하나의 주제로 통한다는 점이 묘미이다.
미즈타니 선생님(瑞谷（みずたに）女史) [1권 첫 등장]

학교 도서실의 사서. 도서실이 문을 닫을 시간이 되면 칼같이 "하교 시간이다.."를 외친다. 2권에서 주인공과 테트라가 몰래 숨어서 확인해본 결과 도서실에 사람이 없을 때라도 마찬가지라고. (...)
소녀(女子生徒) [1권 첫 등장]

훗날 수학 교사가 된 주인공의 제자. 매 권 에필로그에만 등장한다. 주인공과 무라키 선생의 관계와 비슷하다고 보면 된다. 다만 이쪽이 좀 더 친근하고 대화가 많은 편. 매번 주인공이 학창시절 애먹었던 문제를 가볍게 풀어내는 등 어느 정도 수학에 재능이 있는 것으로 보인다. 교내 수학연구서클에 소속되어 있다. 활기찬 모습을 보이는 등 테트라와 분위기가 비슷한 면이 있으며, 함께 수학을 공부하는 남학생이 있다.

## 줄거리

### 1권
수학은 좋아하지만 인간관계에 서툰 ‘나’. 고등학교 입학 첫날, 수학을 잘하는 소녀 미르카와 만난다. 이후 ‘나’와 미르카는 방과 후 도서실에서 수학 문제와 씨름하고 미르카는 언제나 우아한 해법으로 나를 압도한다.
1년 후 ‘나’의 중학교 후배인 발랄 소녀 테트라가 이 모임에 들어온다. 무라키 선생님이 낸 수학 문제에 세 사람이 각자의 개성으로 도전하고, 그런 가운데 세 사람의 관계는 뜻하지 않는 방향으로 전개되는데…
고등학교 1학년 봄, 입학식 직후 '나'는 '미르카'라는 한 소녀를 만난다. 그녀는 인사를 하는 대신 수열을 불렀고, '나'는 그 수열의 규칙성을 찾아 계속해서 대답했다. 1년 후, 4월 말에 '나'는 또 한 명의 소녀로부터 교문에서 편지를 건네받는다. 고등학교에 입학한지 얼마 되지 않은 소녀 테트라가 쓴 편지의 내용은 '나'에게 수학을 가르쳐 달라는 것이었다.

### 2권 - 페르마의 마지막 정리
'나'의 사촌동생 유리는 중학교 2학년이다. 휴일마다 유리는 항상 '나'의 방에 틀어박혀 책을 읽으며, 이따금 '나'에게 수학을 가르쳐달라고 한다. '나'는 미르카와 테트라, 그리고 유리와 함께 피타고라스의 정리, 소수, 귀류법 등의 문제를 풀어나간다. "군에 대해서는 내일 알려줄게." 미르카는 확실히 그렇게 말했다. 그러나 그 약속은 지켜지지 못했다.

### 3권 - 괴델의 불완전성 정리
새해 새 학기도 시작했지만 '나'는 언제나처럼 평일 방과 후 미르카와 테트라와 수학 공부를 하고 휴일에는 유리에게 수학을 가르치고 있었다. "오빠, 괴델의 불완전성 정리에 대해 알고있어? 수학 논리의 한계에 대해 증명한 정리라고 하더라." 그리고 유리의 그 말을 '나'가 미르카에게 전달하자 표정을 찌뿌렸다. "수학 논리의 한계라니... 이해를 잘못했네." 그리고 미르카는 모두 도서관에 모여 괴델의 불완전성 정리에 대해 탐구할 제안한다.

### 4권 - 확률적 알고리즘
고등학교 마지막 해에 '나'는 신입생 소녀 리사를 만난다. 나라비쿠사 도서관에서 리사, 테트라와 함께 이야기하며 테트라가 알고리즘을 공부하기 시작했음을 알게된다. 때마침 미르카도 방문하여 알고리즘의 분석에 대해 설명한다. 한편 유리와 평소 사이가 좋았던 소년이 전학을 가자 유리는 동요하지만, 혼자서도 문제를 해결할 것을 새롭게 결심한다. 리사 또한 어머니와의 관계가 잘 풀리지 않아 마음을 닫아버린 한편, '나'는 테트라와 미르카의 모습을 보며 자신의 진로에 대한 고민에 빠진다.

### 5권 - 갈루아 이론
수험생인 '나'는 여름방학 첫날부터 감기에 걸려버린다. 유리와 사다리 타기 이야기를 하며 테트라도 병실에 찾아와서는 군 이론을 연구한다. 유리와 테트라가 돌아가고 '나'는 잠을 잘 무렵, 미르카도 병실에 찾아와 노트에 기록을 남긴다. 며칠 후 회복한 '나'는 고등학교 도서실에서 미르카와 테트라, 유리까지 모여 함께 군 이론을 이야기한다. 어느 날 '나'는 도서관에서 테트라와 함께 무라키 선생님의 문제를 푸는 도중에 등장한 미르카가 천재 수학자 갈루아에 대한 이야기를 시작한다.

## 참고

### 피보나치 사인
1권에서 테트라가 만들어낸 수학 애호가들간의 인사법으로, 누군가가 먼저 피보나치 수열인 1, 1, 2, 3을 따라 차례로 손가락을 펼치면 상대방이 피보나치 수열의 그 다음 항인 5를 따라 5개의 손가락을 펼쳐보이며 화답하는 방식이다.